# Louis-Guy de Guérapin de Vauréal
Louis-Guy de Guérapin, barone di Vauréal e conte di Belleval, (Beton-Bazoches, 3 gennaio 1688 – Magny, 17 giugno 1760) è stato un vescovo cattolico e diplomatico francese.

## Biografia
Figlio di Michel-Antoine Guérapin, conte di Belleval, e di Françoise Fretel de Bazoche, fu ordinato sacerdote nel 1714. Dottore in teologia e gran vicario di Meaux, fu insignito di vari benefici (commenda dell'abbazia di Jouy e dell'abbazia di Notre-Dame de Molesme nel 1723). Nominato vescovo di Rennes nel 1732, fu consacrato il 24 agosto dal cardinale Henri-Pons de Thiard de Bissy, vescovo di Meaux, e prese solennemente possesso della sede il mese successivo.
Nello stesso anno divenne anche maestro della cappella reale di Versailles. Grande oppositore dei giansenisti, presiedette per cinque volte l'assemblea del clero di Bretagna tra il 1732 e il 1740. Gli furono affidate diverse ambasciate, in particolare a Madrid tra il 1740 e il 1749, e fu creato grande di Spagna nel 1745. Nel 1742 divenne abate in commendam di Saint-Aubin d'Angers.
Il 4 settembre 1749 fu eletto membro dell'Académie française, sostituendo d'Alembert nel 23º seggio. Ricevuto da Fontenelle il 23 settembre, non lasciò altri scritti se non il suo discorso di accettazione, alcuni documenti ecclesiastici (decreti episcopali) e alcuni dispacci diplomatici.
Si dimise dal suo vescovato il 3 marzo 1759, mantenendo le sue tre abbazie in commendam, e morì al ritorno dalle acque di Vichy, nel villaggio di Magny, vicino a Nevers. Fu sepolto senza sfarzo e senza cerimonie nella tomba della famiglia Boisvert, allora signori della zona.

## Genealogia episcopale
La genealogia episcopale è:
- Cardinale Guillaume d'Estouteville, O.S.B.Clun.
- Papa Sisto IV
- Papa Giulio II
- Cardinale Raffaele Sansone Riario
- Papa Leone X
- Papa Paolo III
- Cardinale Francesco Pisani
- Cardinale Alfonso Gesualdo di Conza
- Papa Clemente VIII
- Cardinale Pietro Aldobrandini
- Cardinale Laudivio Zacchia
- Cardinale Antonio Barberini, O.F.M.Cap.
- Cardinale Nicolò Guidi di Bagno
- Arcivescovo François de Harlay de Champvallon
- Arcivescovo Hardouin Fortin de la Hoguette
- Cardinale Henri-Pons de Thiard de Bissy
- Vescovo Louis-Guy de Guérapin de Vauréal